# Eduard Knoll

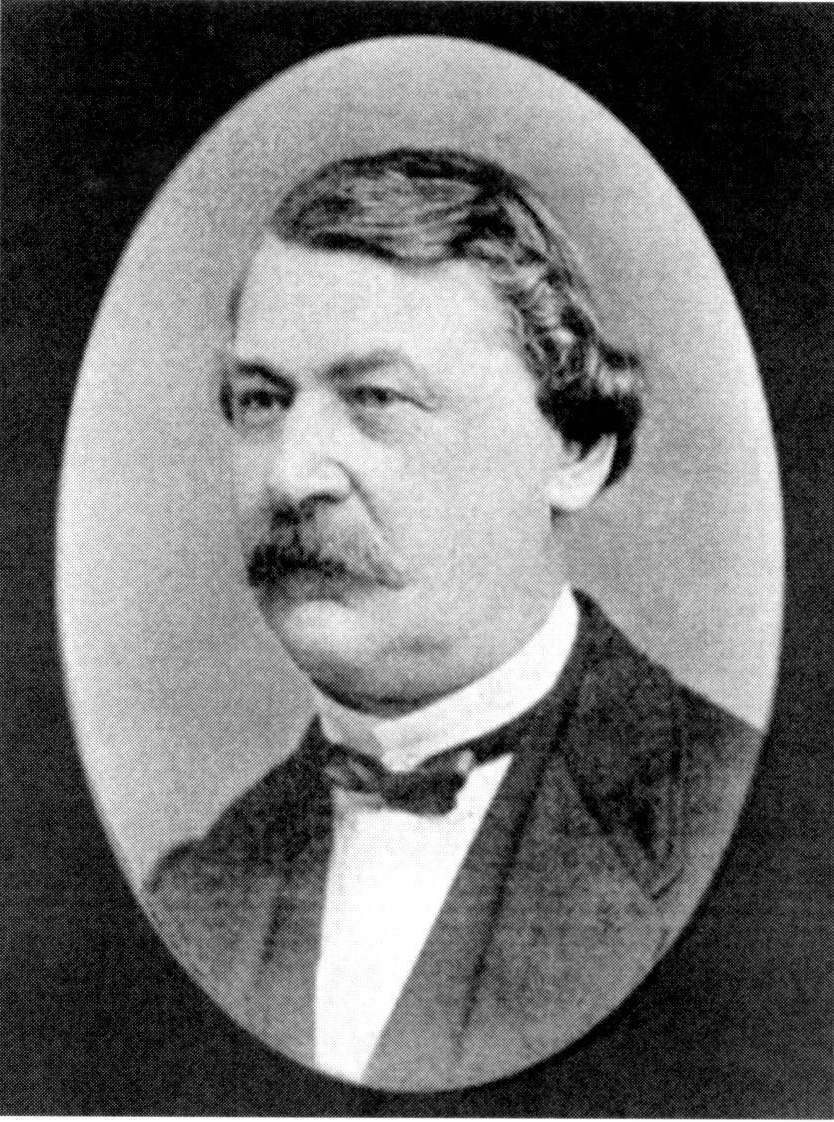
Eduard Knoll

Eduard Christian Ferdinand Knoll (* 28. November 1817 in Greiz; † 12. Februar 1882 ebenda) war ein deutscher Parlamentarier und Verwaltungsbeamter im Fürstentum Reuß älterer Linie.

## Familie
Knoll war der Sohn von Christian Friedrich Knoll. Der Vater war Regierungs- und Konsistorialregistrator und Steuerkassierer der fürstlichen Regierung in Greiz gewesen. 1814 gehörte der Vater dem Offiziersbegleitkommando an, das Napoleon nach Elba brachte. Die Mutter war Friederike Wilhelmine geborene Fischer aus Greiz. Knoll war evangelisch-lutherisch und heiratete am 13. Februar 1848 in Leipzig Anna Angelika Seitz (* 12. September 1826 in Leipzig; † 9. Mai 1877 in Greiz), die Tochter des Malers Robert Seitz. Der Abgeordnete Franz Hoffmann war ein Schwager.

## Leben
Eduard Knoll studierte Staats- und Rechtswissenschaften an den Universitäten Leipzig und Heidelberg. 1838 wurde er Mitglied des Corps Lusatia Leipzig. 1839 schloss er sich dem Corps Guestphalia Heidelberg an. Nach dem Studium wurde er am 2. Juli 1864 Expropriationskommissar bei der Greiz-Brunner Eisenbahn-Gesellschaft. Später trat er in den Justizdienst des Fürstentums Reuß älterer Linie ein, wo er bis zum Justizrat aufstieg. Er war zunächst Regierungsadvokat und dann Gerichtsdirektor beim Justizamt Greiz. Am 17. Juli 1867 wurde er dort zum Gerichtsrat ernannt. Zuletzt ab dem 1. Oktober 1868 bis zu seinem Tod 1882 war er Landrat im Landratsamt Greiz des Fürstentums Reuß älterer Linie und nahm damit die Position 13 in der Hofrangliste ein.

## Politik
Er war Stadtverordneter in Greiz (1857). 1867 wurde er aufgrund fürstlicher Ernennung Mitglied des ersten konstitutionellen Greizer Landtags und blieb bis 1881 Landtagsabgeordneter. 1867 und 1877 bis 1881 war er dort Alterspräsident. Er war 1867, 1873 und 1874 stellvertretender Landtagsvorsitzender und 1870 Landtagsvorsitzender sowie 1878 bis 1881 Landtagspräsident.